# Жарки (город)
Жарки (пол. Żarki)  —  город  в Польше, входит в Силезское воеводство, Мышкувский повят. Административный центр городско-сельской гмины Жарки. Занимает площадь 25,68 км². Население — 4387 человек (на 2004 год).

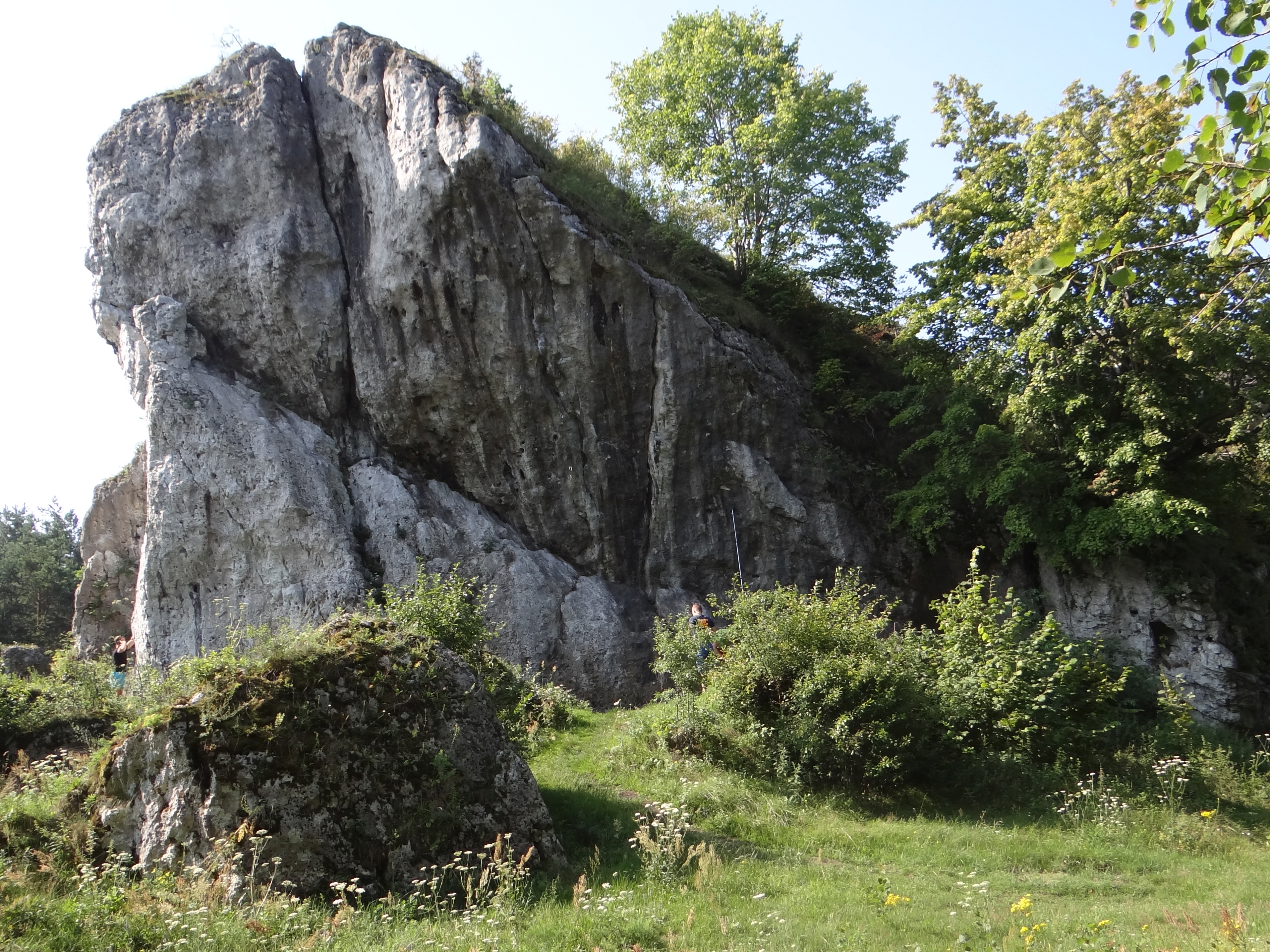
Strażnica Przewodziszowicka DK15.jpg

## География
Расположена на Краковско-Ченстоховской возвышенности

## История
В черту города вошло село Пшеводзишовицы

## Достопримечательности
Пшеводзишовицкая сторожевая башня — руины каменной оборонной сторожевой башни.

## Города-побратимы
- Тренчьянске Теплице, Словакия